# Циатея Брауна
Циатея Брауна, или Циатея Броуна (лат. Cyathea brownii) — вид древовидных папоротников из рода Циатея (Cyathea) семейства Циатейные (Cyatheaceae).
Встречается на острове Норфолк, а также в Австралии. Растёт в субтропических влажных лесах, часто рядом с ручьями.
Культивируется как садовое растение.

## Название
Вид назван в честь знаменитого британского натуралиста Роберта Броуна (Броун — традиционное написание, более правильное написание — Браун) (1773—1858), участника одной из экспедиций в Австралию, исследователя флоры Австралии и Юго-Восточной Азии, президента Лондонского Линнеевского общества (1849—1853).
Синонимы:
- Alsophila excelsa R.Br. ex Endl. (1833) — Алзофила высокая
- Sphaeropteris excelsa (R.Br. ex Endl.) R.M.Tryon (1970) — Сфероптерис высокий

Английские общеупотребительные названия растения — Norfolk Tree Fern («норфолкский древовидный папоротник») и Smooth Tree Fern.

## Биологическое описание
Один из самых крупных папоротников.
Норфолкский папоротник — древовидный папоротник, обычно высотой около 5-10 м, некоторые экземпляры достигают высоты 24 м. Ствол похож на древесный. Вайи длинные, сильно рассечённые, тёмно-зелёные, в благоприятных условиях достигают 5 м длины.
Растения размножаются, как и все папоротники, спорами. Растёт молодое растение довольно быстро — до 30 см в год.